# NK Zelina
NK Zelina je nogometni klub iz Svetog Ivana Zeline. Trenutačno se natječe u 4. NL NS Zagreb.

## Povijest

### Osnutak kluba
Nogometni klub u Zelini osnovan je 1907. godine. Zelina, malo mjesto smješteno na cesti Zagreb – Varaždin, koristila je povoljan zemljopisni položaj za primanje novosti svih oblika društvenog života. Tu su se uvijek vrlo brzo donosile novosti i dosta se toga ostvarilo, tako je tu osnovano 1883. godine Vatrogasno društvo, od 1887. postoji čitaonica i knjižnica, 1901. osnovano je Hrvatsko pjevačko društvo »Zelina«, oko 1904. radi teniski klub, a još ranije, od 1899. neki se Zelinčani organizirano bave biciklističkim sportom.
Zelina je imala mnogo đaka koji su praznicima donijeli novosti iz svijeta, gdje su pohađali škole, u Varaždinu, Zagrebu, Pragu i Beču.
U srpnju 1907. godine održana je Osnivačka sjednica Nogometnog kluba u klijeti Grčevića, gdje je osnovan klub pod nazivom »Ferijalni klub« s nogometom kao glavnim sportom. Prisutno je bilo više mladića i nekoliko djevojaka. Sjednica je vrlo uspjela i na njoj su raspodijeljene dužnosti prema osobitim sklonostima i fizičkoj spremi pojedinaca:
najjači i najveći Radoslav Grčević bio je izabran za predsjednika, najozbiljniji Ivica Horvatić, za tajnika, najbolji u pismu Branko Vuđan za blagajnika, a najbrži i najokretniji Lujo Rac za kapetana momčadi.
Među navedenim osnivačima spominje se još Vilko Paldi, Vatroslav Celinić, Ivan Romanić i
drugi.
Prvo športsko društvo – klub u Zelini osnovano je 1907. godine. Bio je to Nogometni klub Zelina, koju je svoju prvu službenu utakmicu odigrao sredinom kolovoza na livadi Vardešica. Utakmica je pratilo 300 gledatelja, a protivnika, športski klub Viktoriju, pobijedili su s 4:0.

### Prve godine kluba
Uskoro su vlastitim sredstvima nabavili prvu loptu, te se počelo ozbiljno vježbati i učiti nogometnoj vještini. Međutim, bilo je malo materijalnih mogućnosti i ponešto neshvaćanja građana za potrebe nogometaša. Nogometaši nisu imali svoje igralište već su za treninge koristili školsko dvorište i pokošene livade kada su vlasnici dopustili da se na njima igra.
U vremenu do 1908. godine klub je povećao broj članova na dvadesetak mladića i polako sakupljao sredstva raznim prilozima za nabavu najnužnije opreme. Roditelji su počeli shvaćati da ta igra nije tako strašna. Počeli su pomagati novi klub. Često su odigravani međusobni susreti, zelinski nogometaši su napredovali u nogometnom znanju i nestrpljivo priželjkivali susret s jačim protivnikom.
Vrlo uzbudljive i obimne pripreme za odigravanje prve nogometne utakmice u Zelini počele su 1909. godine. Najprije su se košulje (dresovi) i gaćice (koje su sezale ispod koljena) šivale kod majki i sestara igrača, a za dio opreme nabavljene su ličke kape, koje je u Zagrebu kupio Ivica Horvatić, tajnik kluba. Prva boja dresova je bila bijela, jer je to nametnuo bijeli materijal za košulje, te su iz istog materijala napravljene i gaćice, a dio opreme je bio i svijetlo-plavi pojas oko pasa. Neke kopačke i lopta nabavljeni su pouzećem od trgovca sportske opreme Emanuela Fiedlera iz Praga, dok su druge kopačke bile prepravljene iz visokih cipela.
Klub mijenja ime u Športski klub »Viktorija«, donesena su pravila ponašanja, ustanovljena članarina, a dobivena je i livada za odigravanje utak-mice, te se išlo izradi golova i ocrtavanju linija. Jasno je da su to učinili sami igrači. Za gledatelje su posuđene klupe i stolice od gostioničara, izrađeni plakati, a što je bilo najvažnije, ishođena je dozvola za odigravanje utakmice. Za protivnika je pozvan športski klub »Viktorija« iz Križevaca, što se više bližio dan utakmice, zanimanje igrača i stanovništva raslo je sve više. Organizacija je bila na visini unatoč tome da je i putovanje protivnika domaćinu zadavalo muke. Naime, gosti su putovali vlakom do Sesveta, odakle su kočijama i kolima prebačeni u Zelinu, a isto tako i vraćeni poslije utakmice.
Prva javna utakmica odigrana je sredinom kolovoza 1909. godine na livadi Vardešćica ispod mjesnog groblja (gdje je danas nova zgrada Službe unutarnjih poslova). Gledatelja je bilo gotovo 300, tu su bile »dame« u dugim haljinama i šeširima, »gospoda« u cilindrima, mnoštvo građana, zanatlija, mladeži i djece, gledatelje sa sela u narodnim nošnjama, a bili su prisutni i mjesni stražari, zaduženi za red i mir, u svečanim uniformama i opasanim sabljama. Prije samog početka utakmice tu se našao i nepoznati fotograf koji je snimio nekoliko slika momčadi i trenutaka utakmice, te publiku, ostavivši tako trajnu uspomenu za sva buduća pokoljenja.
Na kraju utakmice rezultat je bio 4:0 za Zelinčane, a sve golove postigao je Lujo Rac. Dobrom igrom istakli su se još Lukić, Paldi, Vuđan i Horvatić.
Igrom i pobjedom nogometaši su oduševili mještane i otvorili put nogometu, razbili mnoge predrasude sumnjičavih i sami sebi dokazali da su sposobni organizatori. Oduševljenje je trajalo tijekom cijele utakmice, a u poluvremenu su gledatelji do-nosili košare jabuka i drugog voća, da se igrači jedne i druge momčadi osvježe.
Iste godine Zelinčani su odigrali uzvratni susret u Križevcima. Kao gosti su također pobijedili s 3:1.
Poslije utakmice nastojao se povećati broj igrača i članova, što je bio i glavni zadatak kluba. 1910. i u 1911. godini u tome su i uspjeli, pa su se mogle postaviti i dvije momčadi, a vodila se briga i o podmlatku. Novo rukovodstvo kluba izabrano je 1912. godine na čelu s Ivicom Horvatićom kao predsjednikom, dok su Josip Zdunić tajnik, Branko Vuđan blagajnik i Vjekoslav Vuđan revizor kluba.

### Razdoblje između dva rata
Nakon završetka prvog svjetskog rata moralo se krenuti iz početka. 8. srpnja 1919. godine održana je sjednica kluba na kojoj je odlučeno da se nastavi s radom.
Klupske boje Viktorije 1932. bile su crvena i bijela, adresa Varaždinska ulica 25 te je navedeno da je klub osnovan 1909., a obnovljen 1928.

## Zadnje godine
Zadnjih nekoliko sezona NK Zelina je stalno u vrhu i bori se za ulazak u viši razred natjecanja. Na žalost mnogih Zelinčana, prvo mjesto je stalno izmicalo za nekoliko bodova. U sezoni 2007./2008. ostvaren je povijesni uspjeh, na 100-tu godišnjicu kluba plasirali su se u šesnaestinu finala hrvatskog nogometnog kupa. Pred dupko ispunjenim gledalištem ugostili su prvoligaša Rijeku. Konačni rezultat 4:0 za Rijeku, ali to nije pokvario slavlje 100-godišnje obljetnice.

## Trenutna sezona
NK Zelina u sezoni 2011./2012. ostvarila je najveći uspjeh kluba u stogodišnoj povijesti plasiravši se u 2. HNL. U sezoni 2012./2013. u Hrvatskom nogometnom kupu dolazi do četvrt-završnice gdje ih izbacuje Hajduk.

## Vanjske poveznice
- Profil, HNS Semafor